# Сергієнко Роман Миколайович
Рома́н Микола́йович Сергієнко — солдат Збройних сил України, учасник російсько-української війни.

## З життєпису
1994 закінчив школу.
Бойовий шлях розпочав з 24 березня 2014 року у миколаївській 79 аеромобільній бригаді, від рядового до командира мінометної установки. Захищав кордон з Росією, був в оточенні під Мар'їнкою, прикривав Донецький аеропорт в районі Пісків, виконував бойові завдання в Краматорську, Донецьку та на території Луганської області.

## Нагороди
За особисту мужність і героїзм, виявлені у захисті державного суверенітету та територіальної цілісності України, вірність військовій присязі під час російсько-української війни нагороджений
- орденом «За мужність» III ступеня (27.11.2014).